# 行为时序逻辑
行为时序逻辑（英語：The Temporal Logic of Actions）是由莱斯利·兰伯特（Leslie Lamport）发展的用于规范和推理并发自反应系统的时间逻辑。 主要应用于计算机科学，程序验证。